# Siechenmühle
Siechenmühle ist ein Gemeindeteil der Großen Kreisstadt Rothenburg ob der Tauber im Landkreis Ansbach (Mittelfranken, Bayern). Siechenmühle liegt in der Gemarkung Rothenburg ob der Tauber.

## Geografie
Die Einöde liegt an der Tauber und am Igelbach, der dort als rechter Zufluss in die Tauber mündet, und an der Gebsattler Straße (= Staatsstraße 2449), die nach Gebsattel (1 km südöstlich) bzw. zur Staatsstraße 2419 bei der Haltenmühle verläuft (0,3 km nordwestlich).

## Geschichte
Mit dem Gemeindeedikt (frühes 19. Jahrhundert) wurde der Ort dem Steuerdistrikt und der Munizipalgemeinde Rothenburg ob der Tauber zugewiesen.

### Baudenkmal
- Gebsattler Str. 9: Siechenmühle, Hauptgebäude mit Fachwerk, 16./17. Jahrhundert; Nebengebäude.[5]

### Einwohnerentwicklung
| Jahr      | 001818 | 001840 | 001871 | 001885 | 001900 | 001925 | 001950 | 001961 | 001970 | 001987 |
| Einwohner | 4      | 3      | 10     | 10     | 11     | 11     | 7      | 13     | 6      | *      |
| Häuser    | 1      | 2      |        | 2      | 1      | 1      | 1      | 2      |        | *      |
| Quelle    | [ 7 ]  | [ 8 ]  | [ 9 ]  | [ 10 ] | [ 11 ] | [ 12 ] | [ 13 ] | [ 14 ] | [ 15 ] | [ 16 ] |

## Religion
Der Ort ist seit der Reformation evangelisch-lutherisch geprägt und bis heute nach St. Leonhard (Rothenburg ob der Tauber) gepfarrt. Die Einwohner römisch-katholischer Konfession sind nach St. Johannis (Rothenburg ob der Tauber) gepfarrt.